# Mine de Goonyella Riverside
La mine de Goonyella Riverside est une mine à ciel ouvert de charbon situé en Australie ouverte en 1971,. Elle est exploitée par BHP Mitsubishi Alliance. La mine a produit 12,4 millions de tonnes de charbon métallurgique en 2013.